# Ga Hua Mak (Tuyến đường sắt sân bay)
Ga Hua Mak (สถานีหัวหมาก) là ga Đường sắt liên kết sân bay (Bangkok) trên Srinagarindra trên Ga đường sắt Hua Mak. Trong tương lai, nó có thể chuyển giao thành Tuyến MRT Vàng tại Ga Phatthanakan MRT

## Bố trí ga
| Sân ga    |                                               |                                 |
| Sân ga 1  | Tuyến SARL Thành phố hướng đi Ga Suvarnabhumi |                                 |
| Sân ga    |                                               |                                 |
| -         | Đường ray Tuyến SARL tốc hành                 |                                 |
| Sân ga    |                                               |                                 |
| Sân ga 2  | Tuyến SARL Thành phố hướng đi Ga Phaya Thai   |                                 |
| Phòng chờ | Phòng chờ                                     | Lối thoát, máy bán vé, cửa hàng |
| Mặt đất   | -                                             | Trạm dừng xe buýt, bãi đậu xe   |